# Etinolo
L'etinolo è un composto organico con formula condensata CHCOH. L'etinolo rappresenta la forma inolica che in ambiente acquoso si trova in equilibrio tautomerico con l'etenone.
{\displaystyle {\ce {CH#C-OH <=> CH2=C=O}}}